# José Suñer Oriola
José Suñer Oriola (El Puig de Santa María, Valencia, 1964) es un compositor, educador musical, director de orquesta y percusionista español.

## Biografía
Suñer Oriola estudió percusión, solfeo, contrapunto y armonía en el Conservatorio Superior de Música "Joaquín Rodrigo" de Valencia con Bernardo Adam Ferrero, José María Cervera Collado, Rafael Taléns Pello y Francisco Tamarit Fayos, entre otros. Completó sus estudios en Barcelona y Luxemburgo con profesores como E. Sejournnè, G. Burton, G. Johns y Siegfried Fink . Luego continuó sus estudios en el Conservatorio Superior de Música "Joaquín Rodrigo" de Valencia para dirección de orquesta con Julio Ribelles.
Como percusionista solista, trabajó como invitado en diversas orquestas españolas (Orquesta Municipal de Valencia, Orquesta Sinfónica de Asturias, Orquesta de Cámara de Cataluña) y francesa ( Orchestre Symphonique Lyonnais, etc.). También realizó el estreno en España del Concertino para marimba y orquesta de viento de Alfred Reed. Desde 1993 hasta 2022 ha sido profesor de la Banda Sinfónica Municipal de Valencia. Suñer Oriola ha colaborado como solista en grabaciones de radio y televisión en España y en el extranjero.
Como director de orquesta está asociado al Centro Instructivo y Musical Santa Cecilia de Puzol. Es cofundador de la Orquesta Juvenil de Puzol y de la Orquesta de la Unión Musical Santa Maria de Puig. Actualmente es también director de la Sociedad Musical Eslava de Albuixech.
Como educador musical trabaja en la escuela municipal de música de Puzol, con la Banda Municipal de Valencia, la Banda Municipal de Castellón, la Banda Municipal de Barcelona, la Orquesta Sinfónica de Asturias y la Orquesta de Cámara de Catalunya. También trabaja como docente en la Banda Municipal de San Sebastián, en el Conservatorio Superior de Música de San Sebastián de San Sebastián, en la Orquesta Sinfónica de Bilbao y en la Orquesta Sinfónica del Gran Teatro del Liceo de Barcelona.
Como compositor, compone principalmente para bandas de viento. En 2006 fue invitado por la prestigiosa Tokyo Kosei Wind Orchestra a recibir el Premio Especial Fennell por su obra Sinfonía de Cámara n.º 1, para banda sinfónica de viento, que presentó al primer Concurso de Composición de la Tokyo Kosei Wind Orchestra.
Ha sido galardonado con el premio Fennell Special Prize en The First Tokyo Kosei Wind Orchestra Composition Competition 2006, con el premio SACEM, tercer premio del Concurso de Composición de Coups de Vents 2008 en Lille - Francia, siendo también finalista en el segundo concurso de composición Frank Ticheli en New York, USA 2009.  
Ha realizado conferencias de sus obras en la Middle Tennessee State University, Cincinnati University (USA) y en Berklee Valencia, siendo nominado en 2013 por su obra Phobos a los Hollywood Music in Media Awards (Los Angeles - USA) y en 2015 por El Jardín de las Hespérides.
En 2016 recibió el galardón premio Euterpe a la Creatividad Musical Sinfónica otorgado por la FSMCV por su obra El Jardín de las Hespérides.
En 2019 fue invitado para dirigir un monográfico de sus obras con la Banda Sinfónica Municipal de Pereira, Colombia, siendo invitado en 2022 por la Krka Wind Orchestra en Eslovenia y por la Orquestra de Sopros da Academia de Artes de Chaves en Portugal.
Sus composiciones han sido interpretadas y estrenadas en auditorios como El Palacio de Bellas Artes de Bruselas (Bélgica), KKL de Lucerna y Auditorio Stravinsky de Montreux (Suiza), Opera de Vichy (Francia), Risko Kosey Auditorium, Tokyo Metropolitan Art Space y Auditorio de Osaka (Japón), Auditorios de las Universidades de Stanford, Cincinnati, Tennessee Murfreesboro y Minnesota (EEUU), Auditorio de la Universidad de Melbourne (Australia), Rodahal (Holanda), Auditorio de Trodheim (Noruega), Vasa Museum y Auditorio de Estocolmo (Suecia), Palau de la Música y Palau les Arts de Valencia, Palacio de la Opera de A Coruña, Auditori de Barcelona y Auditorio Nacional de España entre otros.

## Composiciones

### Obras para orquesta
- 1998 Adagio for Young Orchestra
- 2010 Vasa
- 2010 Phobos

### Obras para banda sinfónica
- 1992 - El Mussolet
- 1999 - Vasa (Obra obligada CIBM Valencia)
- 2002 - Jubal.la
- 2003 - Eslava (Encargo de la Societat Musical Eslava d'Albuixech)
- 2004 - Polka for two Clarinets
- 2006 - Chamber Symphony nº 1 (Sinfonia de cámara nº 1, Premio Frederick Fenell, The First Tokyo Kosei Composition Competition)
- 2007 - Hetsid (Encargo de la Universidad Politécnica de Valencia)
- 2008 - Latin Sax/Clarinet (Encargo para el congreso de Compositores, arregladores y directores latinoamericanos)
- 2010 - Venus de las Luces (2nd Symphony, Encargo del Certamen Internacional de Bandas de Altea)
- 2010 - Canticum Lunaris (Encargo de la SUM Santa Mª del Puig)
- 2010 - Phobos (3rd Symphony, Obra obligada CIBM Valencia 2013)
- 2010 - Les Festeres (Pasodoble)
- 2013 - Músics valencians pel Món
- 2015 - El Jardín de las Hespérides (Encargo de la Sociedad Instructivo Musical Santa Cecilia de Cullera)
- 2015 - El Jardín de Hera
- 2016 - Euphonic Concerto (Encargo de la Asociación de Tubas y Bombardinos de España)
- 2017 - Images (Encargo de la Sociedad Musical Manuel de Falla de Illescas)
- 2017 - Menu pour Quatre (para quinteto de metales y banda, Encargo de Spanish Brass Luur Metals)
- 2017 - Overture 90 (Encargo de la Societat Musical Eslava d'Albuixech)
- 2018 - Soulful Stones (Encargo de la Blasorchester Siebnen, Suiza)
- 2018 - Nemesis (Encargo de la Sociedad Instructivo Musical Santa Cecilia de Cullera)
- 2019 - Aulos (4th Symphony) (Encargo de la Aulos Blasorchester, Suiza)
- 2020 - El Regalo de Gea
- 2021 - L’Illa dels Pensaments (Encargo del MI Ayuntamiento de Cullera para el Certamen Nacional de Bandas de Cullera)
- 2022 - Einsiedeln’s trees (Encargo de la Blasorchester Siebnen, Suiza)
- 2023 - Enuma Elish (Encargo de la Unió Musical de Torrent)
- 2024 - Stabat Mater (Encargo de la Dredner Blaserphilharmonie, Alemania) Obra dedicada a las familias con niños enfermos de cáncer.
- 2024 - The Tears of Flowers (Encargo de la Banda Filharmónica Beethoven de Campo de Criptana)
- 2024 - AMProBand Overture (Encargo de la Asociación de Músicos de Bandas Profesionales de España, AMProBAnd)

### Música de cámara
- 2003 Tres Finestres, para quinteto de metales
  1. El Bosc
  2. La Iglesia
  3. El pueblo
- 2014 Clarinete Latino, para clarinete, violín, viola, violonchelo y piano

### Obras para percusión
- 1989 Somnis, cuatro piezas para vibráfono solo
- 1990 Tres Temes del Vent, para solo de marimba
- 1995 Iride, para marimba y CD preparado